# Boulskom
Boulskom est une localité située dans le département de Mané de la province du Sanmatenga dans la région Centre-Nord au Burkina Faso.

## Économie
Depuis quelques années l'orpaillage artisanal s'est développé sur le territoire de la commune après la découverte de filons aurifères vers 2010 entrainant des afflux de populations allochtones et de nombreux problèmes sociaux (descolarisation, prostitution, trafic).

## Éducation et santé
Le centre de soins le plus proche de Boulskom est le centre de santé et de promotion sociale (CSPS) de Mané tandis que le centre hospitalier régional (CHR) se trouve à Kaya.